# 北京共识
北京共識是政治學與經濟學術語，意指不同於華盛頓共識，由中華人民共和國發展出的政治與經濟模式，意義類同於中國模式。
美国投资银行高盛公司资深顾问乔舒亚·库珀在英国伦敦外交政策中心发表了一篇调查论文，指出中国通过艰苦努力、主动创新和大胆实践，摸索出一个适合本国国情的发展模式。他把这一模式称之为“北京共识”。乔舒亚·库珀指出，“北京共识”具有艰苦努力、主动创新和大胆实验（如设立经济特区），坚决捍卫国家主权和利益（如处理台湾问题）以及循序渐进（如“摸着石头过河”）、积聚能量和具有不对称力量的工具（如积累4000亿美元外汇储备）等特点。它不仅关注经济发展，同样注重社会变化，也涉及政治、生活质量和全球力量平衡等诸多方面，体现了一种寻求公正与高质量增长的发展思路。在乔舒亚·库珀看来，建立在“北京共识”基础上的中国经验具有普世价值，不少可供其他发展中国家参考，可算是一些落后国家如何寻求经济增长和改善人民生活的模式。

## 歷史
2002年，美國經濟學家约瑟夫·斯蒂格利茨著书力斥华盛顿共识之非：“美国要求中国实施金融市场自由化，不会促进全球经济稳定；它只会促进美国金融利益集团的狭隘利益，美国财政部就是这个利益集团最坚定的代言人。华尔街巨头们坚信：中国意味着巨大的金融市场，华尔街必须超越竞争对手、捷足先登、抢占制高点，没有什么比这更重要的事情。”“资本市场自由化，意味着控制热钱的一切措施都要被连根拔起。热钱不过是赌汇率波动的短期借贷资金，这些投机资金决不会去建立工厂、创造就业。”“为了吸引真正致力于实业发展的直接和长期投资，我们并不需要什么金融市场自由化，中国自己的经验就是最好的证明。”
2004年由英國學者喬舒亞·庫珀·拉莫正式發表《北京共識》（The Beijing Consensus）的論文。西方政治學家認為它是一種「獨裁現代化」（authoritarian modernization）或「合法化威權」（legitimizing authoritarianism）。
2006年9月，前德國總理赫尔穆特·施密特接受德國之聲專訪時說，「对别的国家提出治国建议，或规定他们应该怎么做」，是不正确的；这么做只是自以为是，只会造成紧张关系，导致冲突。他說，外国对中国外交政策的批评毫无意义；如果所有国家、所有势力集团在外交政策上都能够像中国一样小心谨慎，那么世界就会太平一些。

### 引用
1. ↑  陶儀芬. . 《天下雜誌》第441期. 2011-04-13  [2019-04-08]. 最常被提及的應該就是英國外交政策中心的約書亞．拉莫（Joshua C. Ramo）在二○○四年受高盛公司委託所提出的「北京共識」之說。
2. ↑  Stefan A. Halper, The Beijing Consensus: How China's Authoritarian Model Will Dominate the 21 century, Basic book, 2010.
3. ↑  祝红. . 德國之聲中文網. 2006-09-11  [2017-03-12]. （原始内容存档于2017-02-12）.